# Izaäk Herman Reijnders
Izaäk Herman Reijnders, ook aangeduid als Izaäk Herman Reynders (Appingedam, 28 november 1838 – Stadskanaal, 27 augustus 1925), was een Nederlandse politicus. Hij was burgemeester van de toenmalige gemeente Onstwedde (tegenwoordig gemeente Stadskanaal) in de provincie Groningen.

## Persoonlijk
Izaäk Herman Reijnders, zoon van de Appingedammer burgemeester en notaris Synco Reijnders en Wiea Zuidema, trouwde op 5 oktober 1864 te Meppel met Antje Meursinge. Hun zoon Izaäk Reijnders (geboren in het dorp Stadskanaal in 1879) werd later generaal en was van 1939 tot 1940 opperbevelhebber van de land- en zeemacht. Izaäk Herman Reijnders overleed op 86-jarige leeftijd.

## Loopbaan
Op 20 maart 1869 werd Reijnders tot burgemeester van Onstwedde benoemd. Hij bekleedde deze functie bijna vijftig jaar (tot 20 maart 1917). Tot 1 januari 1913 was hij tevens gemeentesecretaris. De moeilijkste periode van zijn burgemeesterschap was ongetwijfeld de periode van 1885 tot 1890. Er heerste in die tijd grote sociale onrust in het veenkoloniale gebied van Groningen en Drenthe. Reijnders zag zich in 1889 gedwongen een samenscholingsverbod in te stellen, gevolgd door een algehele sluiting van alle kroegen, tapperijen, bier- en koffiehuizen. Na het uitbreken van een staking onder veenarbeiders in 1e en 2e Exloërmond werden er infanteristen uit Arnhem ingezet, die pas in april 1890 werden teruggetrokken. Daarna braken rustiger tijden aan. In 1911 werd Reijnders op 72-jarige leeftijd herbenoemd als burgemeester. Naar eigen zeggen voelde hij zich nog even krachtig als voorheen. Hij overleed op 86-jarige leeftijd in Stadskanaal.

## Trivia
- In Stadskanaal is de Burgemeester Reijndersstraat naar hem vernoemd.